# Osowie (Podegrodzie)
Osowie – przysiółek wsi Podegrodzie w Polsce, położona w województwie małopolskim, w powiecie nowosądeckim, w gminie Podegrodzie.
W latach 1975–1998 wieś administracyjnie należała do województwa nowosądeckiego.